# Mittelmark

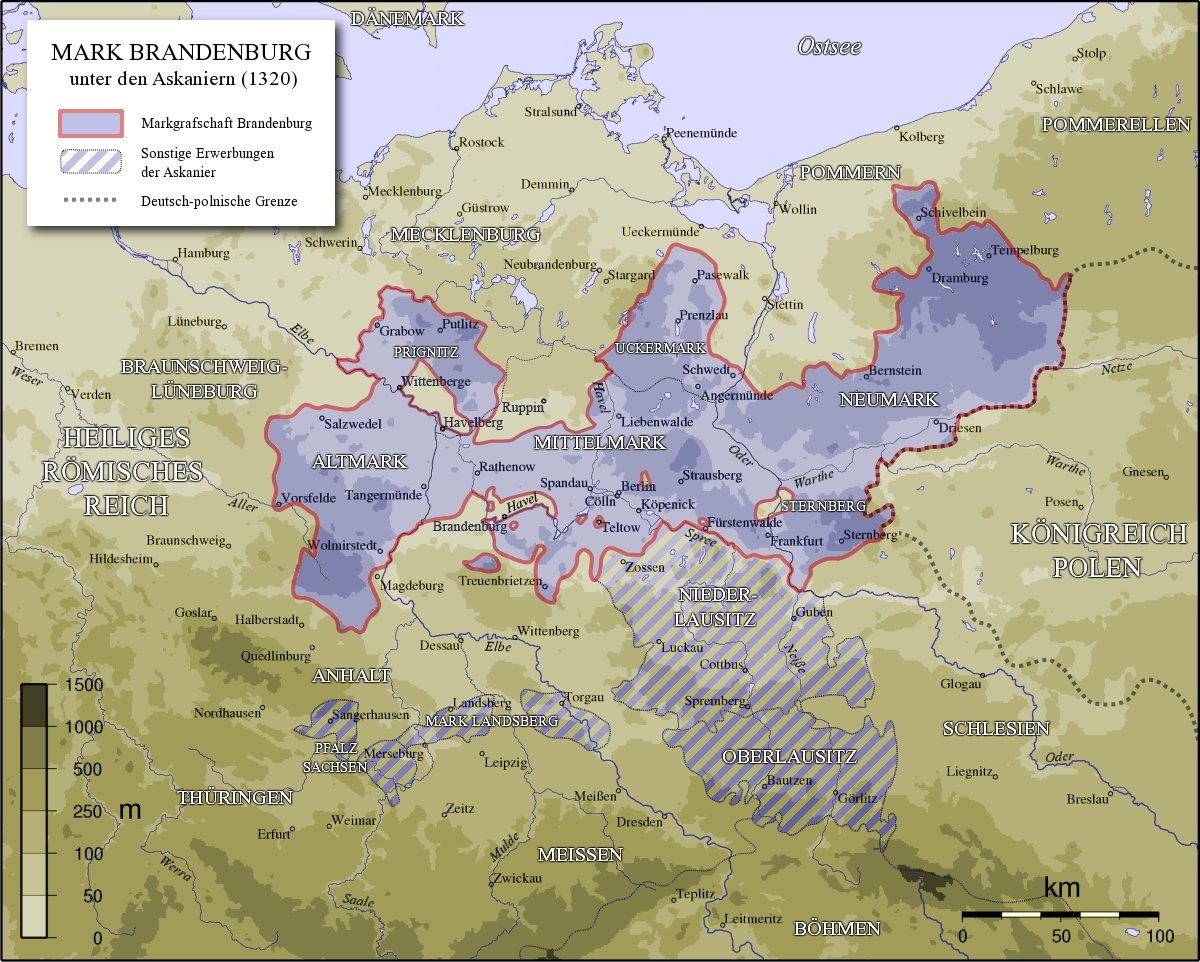
Karta över Mark Brandenburg.

Mittelmark är ett historiskt landskap tillhörande Markgrevskapet Brandenburg i det Tysk-romerska riket, senare även Kungariket Preussen och Tyskland.  Området låg mellan floderna Elbe och Oder och motsvarar idag staden Berlin, den centrala delen av förbundslandet Brandenburg, och en mindre del av nordöstra Sachsen-Anhalt.
Väster om Mittelmark och floden Elbe låg Altmark, och öster om Oder låg Neumark.  Mittel- (mellan-) i Mittelmark betecknar den centrala delen av området, som ursprungligen blev en del av Mark Brandenburg under Ostsiedlung-perioden på 1100- och 1200-talen och som kom att kallas Mittelmark från 1400-talet och framåt. 
Mittelmark utgjorde från 1200-talet och framåt det ekonomiska och politiska kärnområdet i Brandenburg, och i området låg bland annat de viktiga städerna Brandenburg an der Havel, Berlin, Cölln, Potsdam, Spandau, Neuruppin, Köpenick, Bernau, Fürstenwalde och Frankfurt an der Oder.

## Mittelmark i modern tid
Namnet Mittelmark används idag för en mindre del av det historiska landskapet inom förbundslandet Brandenburg, Landkreis Potsdam-Mittelmark sydväst om Berlin. Delar av Potsdam-Mittelmark, inklusive huvudorten Bad Belzig, hörde historiskt till Kurfurstendömet Sachsen och var då inte del av Brandenburg eller Mittelmark.